# Rugby-Union-Südamerikameisterschaft 2003
Die Rugby-Union-Südamerikameisterschaft 2003 (spanisch Sudamericano de Rugby 2003) der Division A war die 25. Ausgabe der südamerikanischen Kontinentalmeisterschaft in der Sportart Rugby Union. Teilnehmer waren die Nationalmannschaften von Argentinien, Chile, Paraguay und Uruguay. Den Titel gewann zum 24. Mal Argentinien.
Parallel dazu fand der Wettbewerb der Division B statt, der vier weitere Nationalteams aus Brasilien, Kolumbien, Peru und Venezuela umfasste.

## Vorqualifikation
Fünf Tage vor Beginn des Wettbewerbs fand ein Qualifikationsspiel zwischen Paraguay und Brasilien um den vierten Startplatz statt. Paraguay qualifizierte sich für die Division A, während Brasilien in der Division B antreten musste. 
| 22. April 2003 | Paraguay | 27 : 16 | Brasilien | Colegio San José, Asunción |
| 22. April 2003 |          |         |           | Colegio San José, Asunción |

## Division A

### Tabelle
Für einen Sieg gab es drei Punkte, für ein Unentschieden zwei Punkte, bei einer Niederlage einen Punkt.
|    | Land        | Spiele | Siege | Unent. | Ndlg. | Spiel- punkte | Diff. | Tabellen- punkte |
| -- | ----------- | ------ | ----- | ------ | ----- | ------------- | ----- | ---------------- |
| 1. | Argentinien | 3      | 3     | 0      | 0     | 225:3         | + 222 | 9                |
| 2. | Uruguay     | 3      | 2     | 0      | 1     | 73:52         | + 21  | 7                |
| 3. | Chile       | 3      | 1     | 0      | 2     | 118:69        | + 49  | 5                |
| 4. | Paraguay    | 3      | 0     | 0      | 3     | 7:299         | − 292 | 3                |

### Ergebnisse
| 27. April 2003 | Argentinien | 144 : 0 | Paraguay | Estadio Luis Franzini, Montevideo Schiedsrichter: Andrés Herbozo (Chile) |
| 27. April 2003 | Versuche: Albína (2) Bartolucci Borges (2) Hernández Nannini Núñez Piossek (9) Sambucetti (3) Schusterman Senillosa (2) Sporleder (2) Erhöhungen: Bustos (9) Fernández Miranda Hernández (2) | Bericht |          | Estadio Luis Franzini, Montevideo Schiedsrichter: Andrés Herbozo (Chile) |

| 27. April 2003 | Uruguay                                    | 20 : 13         | Chile                                                           | Estadio Luis Franzini, Montevideo Schiedsrichter: Jean Pablo Spirandelli (Argentinien) |
| 27. April 2003 | Versuche: Berruti Straftritte: Aguirre (5) | (15:10) Bericht | Versuche: Onetto Erhöhungen: González Straftritte: González (2) | Estadio Luis Franzini, Montevideo Schiedsrichter: Jean Pablo Spirandelli (Argentinien) |

| 28. April 2003 | Argentinien | 49 : 3         | Chile                 | Estadio Luis Franzini, Montevideo Schiedsrichter: Santiago Slinger (Uruguay) |
| 28. April 2003 | Versuche: Borges Durand Freixas Nannini Ostiglia (2) Senillosa Erhöhungen: Fernández Miranda (4) Straftritte: Fernández Miranda Dropgoals: Senillosa | (15:3) Bericht | Straftritte: González | Estadio Luis Franzini, Montevideo Schiedsrichter: Santiago Slinger (Uruguay) |

| 30. April 2003 | Uruguay | 53 : 7         | Paraguay                            | Country Club Los Teros, Canelones Schiedsrichter: Jean Pablo Spirandelli (Argentinien) |
| 30. April 2003 | Versuche: Cardoso (2) Conti (2) Gutierrez (2) Mosquera Pastore Strafversuch Erhöhungen: Aguirre (2) Reyes (2) | (29:0) Bericht | Versuche: Sueldo Erhöhungen: Zarate | Country Club Los Teros, Canelones Schiedsrichter: Jean Pablo Spirandelli (Argentinien) |

| 3. Mai 2003 | Chile | 102 : 0 | Paraguay | Defensor Sporting, Montevideo |
| 3. Mai 2003 | Versuche: Andrade Deformes Fajardo (2) González Casanova Infante (3) Jadue Jouannet Palacios Speciali (3) Zolezzi Erhöhungen: Andrade González Casanova (5) Onetto (4) Zolezzi 1 weiterer Spieler Dropgoals: Onetto | Bericht |          | Defensor Sporting, Montevideo |

| 3. Mai 2003 | Uruguay | 0 : 32         | Argentinien                                                                                | Estadio Luis Franzini, Montevideo Schiedsrichter: Andrés Herbozo (Chile) |
| 3. Mai 2003 |         | (0:27) Bericht | Versuche: Contepomi Núñez Piossek (2) Ostiglia Senillosa (2) Erhöhungen: Fernández Miranda | Estadio Luis Franzini, Montevideo Schiedsrichter: Andrés Herbozo (Chile) |

## Division B

### Tabelle
Für einen Sieg gab es drei Punkte, für ein Unentschieden zwei Punkte, bei einer Niederlage einen Punkt.
|    | Land      | Spiele | Siege | Unent. | Ndlg. | Spiel- punkte | Diff. | Tabellen- punkte |
| -- | --------- | ------ | ----- | ------ | ----- | ------------- | ----- | ---------------- |
| 1. | Brasilien | 3      | 2     | 0      | 1     | 93:41         | + 52  | 7                |
| 2. | Venezuela | 3      | 2     | 0      | 1     | 102:63        | + 39  | 7                |
| 3. | Kolumbien | 3      | 1     | 0      | 2     | 54:99         | − 45  | 5                |
| 4. | Peru      | 3      | 1     | 0      | 2     | 42:88         | − 46  | 5                |

Brasilien hatte zwar die bessere Punktedifferenz, das Turnier entschied jedoch Venezuela aufgrund des Ergebnisses der Direktbegegnung für sich.

### Ergebnisse
| 21. September 2003 | Brasilien | 16 : 31 | Venezuela | Estadio El Salitre, Bogotá |
| 21. September 2003 |           |         |           | Estadio El Salitre, Bogotá |

| 21. September 2003 | Kolumbien | 22 : 17 | Peru | Estadio El Salitre, Bogotá |
| 21. September 2003 |           |         |      | Estadio El Salitre, Bogotá |

| 24. September 2003 | Kolumbien | 10 : 35 | Brasilien | Estadio El Salitre, Bogotá |
| 24. September 2003 |           |         |           | Estadio El Salitre, Bogotá |

| 24. September 2003 | Peru | 25 : 24 | Venezuela | Estadio El Salitre, Bogotá |
| 24. September 2003 |      |         |           | Estadio El Salitre, Bogotá |

| 27. September 2003 | Brasilien | 42 : 0 | Peru | Estadio El Salitre, Bogotá |
| 27. September 2003 |           |        |      | Estadio El Salitre, Bogotá |

| 27. September 2003 | Kolumbien | 22 : 47 | Venezuela | Estadio El Salitre, Bogotá |
| 27. September 2003 |           |         |           | Estadio El Salitre, Bogotá |